# Say Na Na Na
Say Na Na Na er en sang udført af tyrkisk sanger, producent og tv-vært Serhat. Sangen blev komponeret af Serhat og Mary Susan Applegate. Det repræsenterer San Marino ved Eurovision Song Contest 2019 i Tel Aviv. Serhat repræsenterede tidligere San Marino i Eurovision Song Contest 2016 med sangen "I Did not Know".
"Say Na Na Na" blev sunget i den første semifinale den 14. maj 2019, hvor den kvalificerede sig til finalen.